# 최준문 (1920년)
최준문(崔竣文, 1920년 3월 20일 ~ 1985년 6월 21일)은 한국의 기업인이자 건설업자이다. 동아그룹의 모태가 된 충남토건(동아건설의 전신)의 창업주이다. 호는 공산(公山).

## 생애
광복 직후 충남토건을 창립했는데 이는 뒤에 동아건설을 거쳐 동아그룹으로 발전하는 발판이 되었다. 1960년대 박정희의 건설, 수출 장려 정책에 따라 중근동에 진출하여 기업의 세를 확장시켰다. 이후 전국경제인연합회, 한국경제신문사 이사를 거쳐 1985년 동아그룹 명예회장에 추대되고 그해 6월에 사망했다. 아호는 공산으로 이는 그가 태어난 충청남도 공주군의 옛 지명이 공산이었다. 그는 1980년 공산문화상을 창설했다.

## 수상 경력
- 1978년 새마을포장
- 1977년 금탑 산업훈장
- 1974년 은탑 산업훈장

## 같이 보기
- 국토개발계획
- 경제개발 5개년 계획
- 최원석 (기업인)
- 정주영
- 박정희